# Londerzeel
Londerzeel ist eine belgische Gemeinde in der Provinz Flämisch-Brabant mit 19.404 Einwohnern (Stand: 1. Januar 2024). Sie hat eine Fläche von 36,29 km² und eine Bevölkerungsdichte von 535 Einwohnern pro km².

## Ortsname
Der Ortsname Londerzeel kommt von „Lundersala“. Der Name stammt aus der zweiten fränkischen Periode, in der das Wort „Zele“ oft in Namen vorkam. Die Bedeutung von „Lundersala“ ist „Heim“ oder „Haus Lunder“.
Im Dialekt wird Londerzeel in der Regel als „Lonnesieël“ ausgesprochen.

## Geschichte
Die erste Besiedlung Londerzeels ist ca. 600 bis 750 n. Chr. erfolgt. Das Dorf Londerzeel entstand an der Kreuzung zweier alter Straßen, und zwar Asse-Mechelen und Grimbergen-Puurs.
Im 11. Jahrhundert gehörte Opdorp (Buggenhout) noch zu Malderen (Londerzeel). Später wurde dies dann abgetrennt und kam zur Grafschaft Flandern.
Auf der Ferraris-Karte von 1777 ist Londerzeel ein relativ großes Dorf mit 100 Häusern mit Gerichtsbarkeit.
Nach der Gemeindefusion von 1977 gehören die Orte Malderen und Steenhuffel zu Londerzeel dazu.

## Geografie
Die Gemeinde liegt in der Region Brabant Kouters und gehört zum Grüngürtel um Brüssel.

### Ortsteile
Neben Londerzeel selbst hat die Gemeinde zwei weitere Teilgemeinden, nämlich Steenhuffel und Malderen. Des Weiteren umfasst die fusionierte Gemeinde noch das Dorf Londerzeel-Saint Joseph und weitere Dörfer. Diese sind Steenhuffel-Haan, Steenhuffel Heath, Sneppe Laar, Malderen-Herbodin und Malderen-Molenheide.

### Nachbargemeinden
Londerzeel liegt nördlich von Brüssel und grenzt an die Antwerpener Gemeinden Puurs und St. Amands, die flämisch-brabantschen Gemeinden Merchtem, Meise und Kapelle-op-den-Bos und im Westen an die ostflämische Stadt Buggenhout.

## Wappen
Über einem goldenen Schild mit blauen Balken liegt ein rotes Andreaskreuz.

## Sehenswürdigkeiten und Baudenkmäler
- Kirche Sint-Christoffel

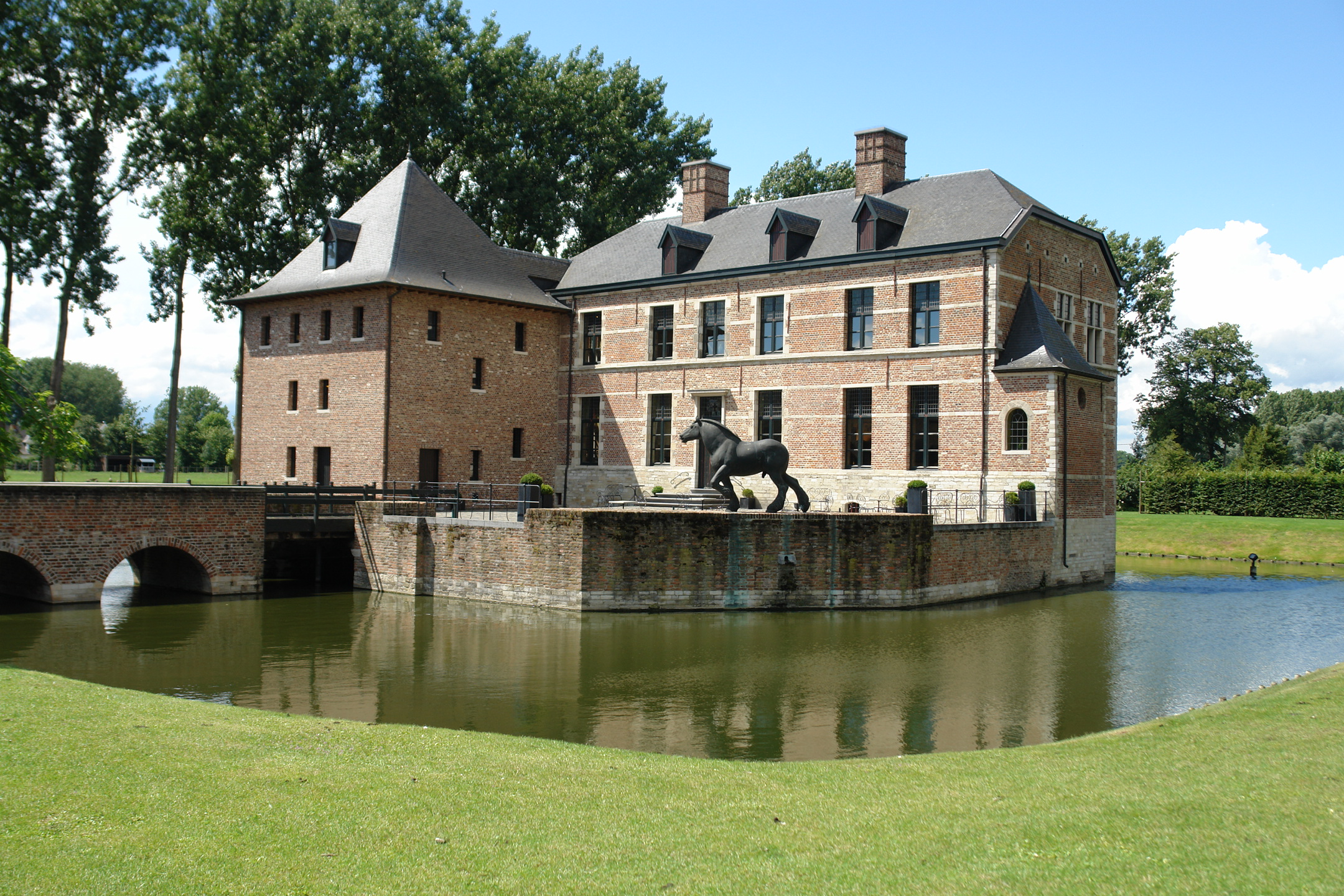
Kastell Diepensteyn

- Kastell Drei Türme (Kasteel de Drie Torens)
- Kastell Diepensteyn (Kasteel Diepensteyn)
- Hofsitze, darunter: Hendolf, Hof Altenaken, Hof ter hellen oder D'Helhoef, Hof Verrenrode (wo die Enkelin von Rubens wohnte), Kruishoeve, Hof ter Locht, Hof ter Winkelen
- Kalvarienberg (De Berch van Calvariën) oder Bergkapelle
- die ehemalige Eisenbahnstation Leireken
- Londerzeelse Burcht op de motte (Burg auf dem Hügel)

## Städtepartnerschaft
Seit 2010 hat Londerzeel eine Städtepartnerschaft mit Gladenbach in Hessen.

## Persönlichkeiten
- August Meeus (1861–1927), Komponist, Dirigent & Organist
- Lode Meeus (1892–1971), Komponist, Dirigent & Organist
- Jacob Lodewijk Gerard Walschap (1898–1989), flämischer Schriftsteller, Nobelpreiskandidat
- Leopold Van Esbroeck (1911–2010), Bildhauer
- Jaak Van Assche (* 1940), Schauspieler
- Wilfried Pas (* 1940), Bildhauer, Zeichner und Grafiker
- Herman Vrijders (1946–2022), Radrennfahrer, geboren in Steenhuffel
- Bert Gabriëls (* 1973), Stand-up-Comedian
- Kris Van Assche (* 1976), belgischer Modeschöpfer
- Tom Caluwé (* 1978), Fußballspieler
- Fien Troch (* 1978), Regisseur
- Dries De Bondt (* 1991), Radrennfahrer